# 쉬하이펑
쉬하이펑(중국어 간체자: 许海峰, 정체자: 許海峰, 병음: Xǔ Hǎifēng, 한자음: 허해봉, 1957년 8월 10일~)은 중화인민공화국의 사격 선수이며, 올림픽에서 중국 국적 선수로는 처음으로 금메달을 획득하였다.

## 경력
푸젠성 장저우시에서 태어난 쉬하이펑은 22세까지 협동조합에서 비료 판매원으로 일했으며, 중학교 시절 체육 교사를 따라 사격에 입문했다. 1982년에 선수가 되어 안후이성 사격단에 입단하였으며, 이듬해인 1983년 제5회 중화인민공화국 전국운동회에서 은메달 2개를 획득하며 두각을 드러냈다. 
같은 해에 중화인민공화국 국가대표로 발탁되었고, 인도네시아 자카르타에서 열린 아시아 선수권 대회 50m 권총 종목에서 5위에 올랐다. 이듬해인 1984년 미국 로스앤젤레스에서 열린 1984년 하계 올림픽 50m 권총에서 566점을 획득하여 스웨덴의 랑나르 스카노케르와 대표팀 동료인 왕이푸를 제치고 중화인민공화국 최초의 올림픽 금메달을 획득했다. 올림픽이 끝난 후에 자신의 성공은 국가의 힘에서 나온다는 말을 남기며 자신의 올림픽 금메달을 중국국가박물관에 기부하였다.
1985년 4월에 중국공산당에 입당했으며, 1986년에 대한민국 서울에서 열린 1986년 아시안 게임에서 4관왕에 올랐다. 1991년에 망막염으로 인해 선수 생활에 지장이 생겼고, 결국 일본 히로시마에서 열린 1994년 아시안 게임에서 개인전을 무관으로 대회를 마치자 한계를 느끼며 같은 해에 은퇴를 선언했다. 1995년에 중화인민공화국 사격 대표팀의 코치가 되었으며, 2001년에는 중국 국가대표팀 감독에 취임했다. 2005년부터 2017년까지 국가체육총국 산하의 사이클&펜싱 관리 센터 부국장을 맡았으며, 자국에서 열린 2008년 하계 올림픽 개막식에서 성화 첫 봉송 주자를 맡았다. 